# Tschudi-Schlankbeutelratte
Die Tschudi-Schlankbeutelratte (Marmosops caucae) ist ein Beutelsäuger aus der Gattung der Schlankbeutelratten (Marmosops). Die Art kommt in den nördlichen Anden vom äußersten Nordwesten vom Venezuela über Kolumbien und Ecuador bis in den Norden von Peru, sowie im Hochland von Darién im Osten von Panama vor.

## Merkmale
Die bisher genau vermessenen Exemplare der Tschudi-Schlankbeutelratte, vier Weibchen, hatten Gesamtlängen von 24,3 bis 26 cm, einen 14,2 bis 15,7 cm langen Schwanz und ein Gewicht 17 bis 24 g. Die Hinterfußlänge liegt bei 13 bis 16,85 mm und die Ohren sind 17,2 bis 18,7 mm lang. Die Condylobasallänge liegt bei 30,6 bis 31,16 mm. Das Rückenfell ist braun und der Bauch hell bis weißlich. Die Weibchen haben sieben oder neun Zitzen, drei oder vier auf jeder Seite und eine in der Mitte.

## Lebensraum und Gefährdung
Die Tschudi-Schlankbeutelratte kommt in Bergwäldern der nördlichen Anden in Höhen von 300 bis 3000 Metern, sowie im Hochland von Darién oberhalb von 1400 Metern vor. Über die Lebensweise von der Tschudi-Schlankbeutelratte ist bisher nichts bekannt. Aufgrund des großen Verbreitungsgebietes und des Vorkommens in zahlreichen Schutzgebieten, gilt die Tschudi-Schlankbeutelratte als ungefährdet (Least Concern).

## Systematik
Die Tschudi-Schlankbeutelratte wurde 1900 durch den britischen Zoologen Oldfield Thomas wissenschaftlich beschrieben und 1958 durch Cabrera  als Unterart von Marmosops impavidus eingeordnet. Der Beutelrattenexperte Juan F. Díaz-Nieto und Mitarbeiter revalidierten die Art in drei Publikationen aus den Jahren 2011 und 2016. Es lassen sich mindestens zwei verschiedene Formen unterscheiden, die man als Unterarten einordnen könnte. Für eine nördliche Unterart steht der Name M. caucae caucae zur Verfügung, eine südliche würde den Namen M. caucae madescens bekommen.